# Castle Peak Road
 (mai 2017).
Si vous disposez d'ouvrages ou d'articles de référence ou si vous connaissez des sites web de qualité traitant du thème abordé ici, merci de compléter l'article en donnant les références utiles à sa vérifiabilité et en les liant à la section « Notes et références ».
Castle Peak Road est la route la plus longue de Hong Kong, totalisant 51,5 kilomètres. 
Achevée en 1933, elle débute au carrefour de Tai Po Road à Sham Shui Po, à Kowloon, et se poursuit jusqu'à l'extrême nord de la région des Nouveaux Territoires. Desservant le sud, l'ouest et le nord de la région, elle était l'une des routes allant le plus loin du centre, au cours du début de la période coloniale.

## Nom

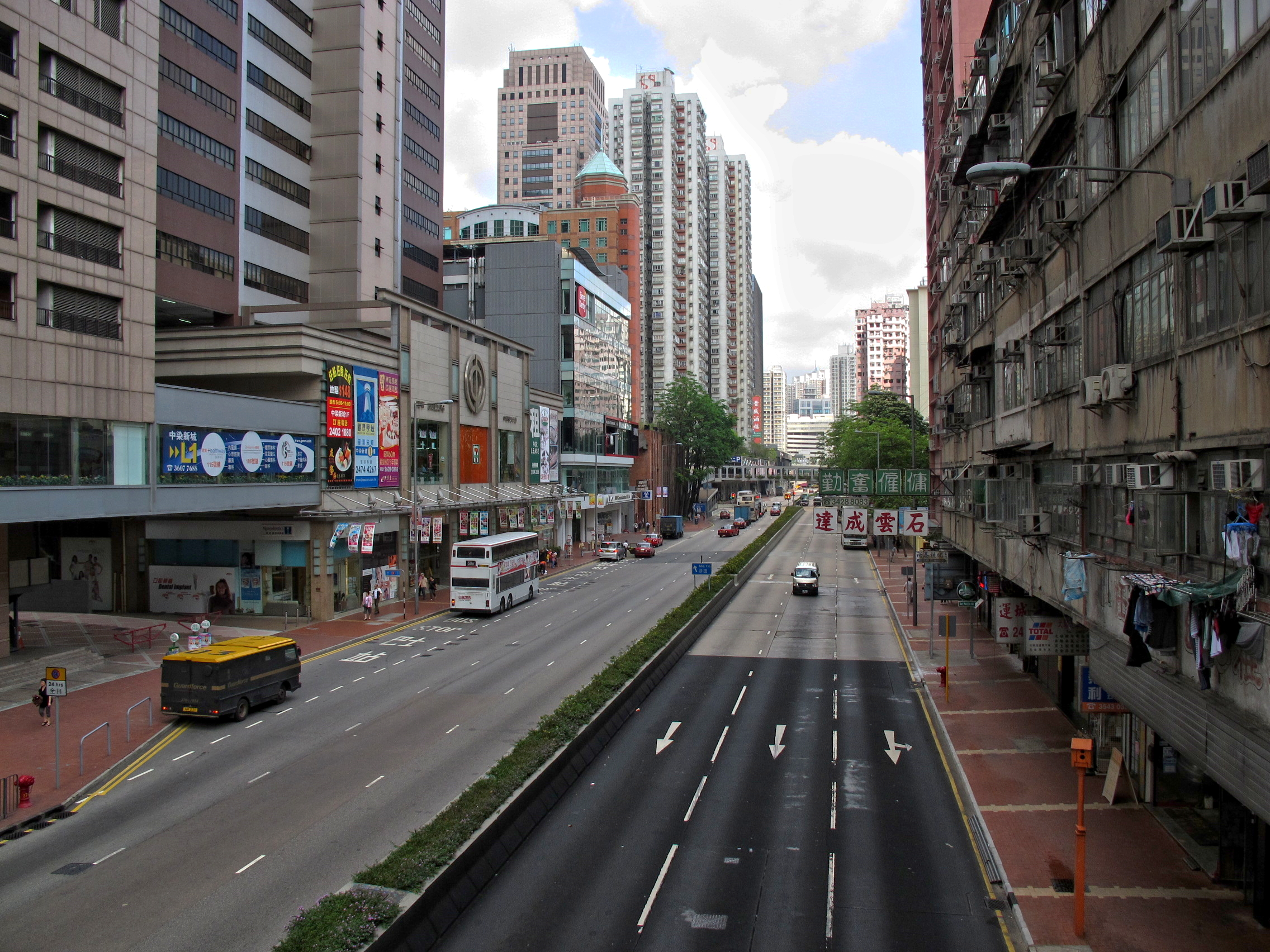
la Castle Peak Road à Tsuen Wan.

La route a été nommée d'après Castle Peak, une montagne de l'ouest des Nouveaux Territoires. Plus tard, à l'aube du développement urbain de la région, la zone a repris son ancien nom, Tuen Mun.
La route, à l'origine, était connue en chinois sous le nom de Tsing Shan To (青山道) sur l'ensemble de sa longueur. Le nom chinois de la section de la route dans la région des Nouveaux Territoires a plus tard été changé en Tsing Shan Kung Lo ("青山公路", soit littéralement « Route publique de Castle Peak ». Aujourd'hui, le terme de Tsing Shan To est toujours utilisé pour nommer les portions de la route à Tsuen Wan et à Yuen Long.

## Itinéraire

### Kowloon
La route débute à l'est à Tai Po Road, dans le district de Sham Shui Po, et passe par les quartiers de Cheung Sha Wan et de Lai Chi Kok à Kowloon. Sur les deux côtés de la route se trouvent de vieux immeubles d'habitation, dont quelques-uns datent de la période d'avant la Seconde Guerre mondiale. La route se poursuit ensuite vers Lai Chi Kok et est bordée de bâtiments industriels. La route est une voie à sens unique lorsqu'elle se dirige vers l'est entre Kom Tsun Street et Tai Po Road.

### Nouveaux Territoires

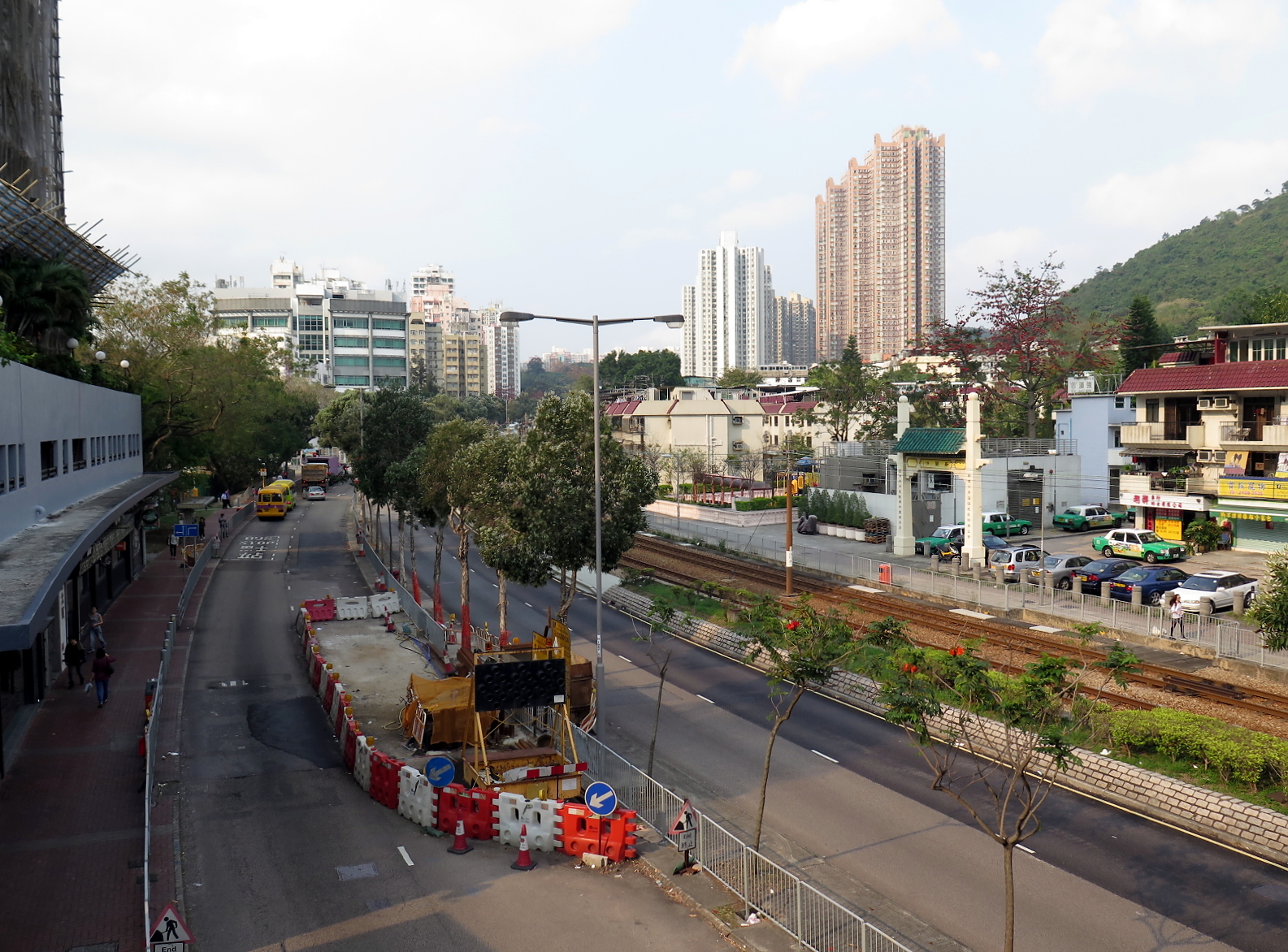
Castle Peak Road, près de San Hui, Tuen Mun.

Après avoir quitté Kowloon et traversé les villes de Kau Wa Keng ( à proximité du Mont Kau Keng) et de Tai-Ching Cheung, la route monte et se transforme en une autoroute à quatre voies à Kwai Chung, puis descend vers Tsuen Wan. La portion à l'intérieur de Tsuen Wan est communément appelée « Artère Principale » (大馬路), surtout par les anciennes générations.
La route longe ensuite le littoral sud de la partie occidentale des Nouveaux Territoires, en passant par les localités de Yau Kom Tau, Ting Kau, Sham Tseng, Tsing Lung Tau, Tai Lam, Siu Lam et de So Kwun Wat, puis elle atteint Tuen Mun New Town, qui était aussi connue sous le nom de Castle Peak. Une grande partie de cette portion a été contournée par Tuen Mun Road entre 1977 et 1983.
Elle continue vers le nord-est comme une autoroute à six voies et passe en parallèle du Métro Léger traversant Lam Tei, Hung Shui Kiu, Ping Shan avant de passer par Yuen Long New Town. La portion à l'intérieur de Yuen Long est encore une fois appelée Artère Principale (大馬路). Cette section a été contournée par la Yuen Long Highway en 1992.
Castle Peak Road se dirige ensuite vers le nord à Au Tau, à l'ouest de la localité de Kam Tin. Cette portion est à l'obre de la San Tin Highway, construite entre 1991 et 1993. Elle traverse ensuite les localités de Mai Po,  San Tin,  Lok Ma Chau (près de la frontière avec la Chine continentale), Pak Shek Au et Kwu Tung, avant d'arriver au carrefour de la Fan Kam Road dans la ville de Sheung Shui.